# Hutiovití
Hutiovití (Capromyinae) je skupina středně velkých hlodavců vyskytujících se na karibských ostrovech. Mohou vystupovat buď jako podčeleď korovitých hlodavců (Echimyidae), anebo jako samostatná čeleď Capromyidae. Hutiovití zahrnují asi 20 známých druhů (z nichž polovina pravděpodobně zanikla) ve čtyřech tribech a 8 rodech.

## Popis
Hutie jsou vzhledem podobné nutriím a jejich velikost je zhruba jako krysa. Mají robustní tělo s krátkým čenichem a krátkýma nohama, ocas je osrstěn. Některé druhy hutií žijí pozemním způsobem života, jiné šplhají po stromech. Hutie si nevyhrabávají nory, ale zpravidla obývají dutiny stromů nebo skalní štěrbiny. Hutie se živí převážně rostlinou stravou, ale někdy jejich strava může zahrnovat i živočišnou složku, a to jak bezobratlé, tak i drobné obratlovce. Jen dva druhy jsou relativně hojné, jedná se o hutia-konga (Capromys pilorides) a hutia stromová (Mysateles prehensilis); ostatní druhy jsou ohrožené, nebo není jejich počet znám.